# Fernando Astengo
Fernando Astengo   (Santiago de Xile, 8 de gener de 1960) és un exfutbolista xilè de la dècada de 1980.
Fou 18 cops internacional amb la selecció de Xile.
Pel que fa a clubs, defensà els colors de Unión Española i Grêmio FB.
Trajectòria com a entrenador:
- 2008: Colo-Colo
- 2013: Deportes Temuco